# Юссель (округ)
Округ Юссель (фр. Arrondissement d'Ussel) — округ у Франції, в департаменті Коррез. 2023 року округ об'єднував 79 муніципалітетів, населення становило 40 971 особу.
Адміністративний центр (супрефектура) — Юссель.

## Муніципалітети
Список муніципалітетів округу та їхні коди INSEE:
1. Аллейра (19006)
2. Амбрюжа (19008)
3. Бельшассань (19021)
4. Бор-лез-Орг (19028)
5. Бюжа (19033)
6. Вальєрг (19277)
7. Вер'єр (19283)
8. Давіньяк (19071)
9. Дарне (19070)
10. Еглетон (19073)
11. Ейгюранд (19080)
12. Екс (19002)
13. Комбрессоль (19058)
14. Конфолан-Пор-Дьє (19167)
15. Курте (19065)
16. Куффі-сюр-Сарсонн (19064)
17. Лаваль-сюр-Люзеж (19111)
18. Ламазьєр-Басс (19102)
19. Ламазьєр-От (19103)
20. Лапло (19106)
21. Ларош-пре-Фейт (19108)
22. Латронш (19110)
23. Лафаж-сюр-Сомбр (19097)
24. Ліжиньяк (19113)
25. Ліньяре (19114)
26. Маржерид (19128)
27. Марсіяк-ла-Круазій (19125)
28. Меймак (19136)
29. Мейриньяк-л'Егліз (19137)
30. Мерлін (19134)
31. Мест (19135)
32. Мільваш (19139)
33. Монетьє-Мерлін (19141)
34. Монетьє-Пор-Дьє (19142)
35. Монтеньяк-сюр-Дустр (19143)
36. Моссак (19130)
37. Мутьє-Вантадур (19145)
38. Невік (19148)
39. Палісс (19157)
40. Пейрельвад (19164)
41. Пере-Бель-Ер (19159)
42. Пероль-сюр-Везер (19160)
43. Розьє-д'Еглетон (19176)
44. Рош-ле-Пейру (19175)
45. Сарран (19251)
46. Сарру-Сен-Жульєн (19252)
47. Сен-Бонне-пре-Бор (19190)
48. Сен-Віктур (19247)
49. Сен-Жермен-Лаволь (19206)
50. Сен-Ілер-Фуассак (19208)
51. Сен-Ілер-Люк (19210)
52. Сен-Мер-де-Лапло (19225)
53. Сен-Мер-лез-Уссін (19226)
54. Сен-Панталеон-де-Лапло (19228)
55. Сен-Парду-ле-Неф (19232)
56. Сен-Парду-ле-В'є (19233)
57. Сен-Ремі (19238)
58. Сен-Сетьє (19241)
59. Сен-Сюльпіс-ле-Буа (19244)
60. Сен-Фрежу (19204)
61. Сент-Анжель (19180)
62. Сент-Ексюпері-ле-Рош (19201)
63. Сент-Етьєнн-о-Кло (19199)
64. Сент-Етьєнн-ла-Женест (19200)
65. Сент-Ір'є-ле-Дежала (19249)
66. Сент-Марі-Лапануз (19219)
67. Серандон (19256)
68. Сорнак (19261)
69. Судей (19263)
70. Сурсак (19264)
71. Таламі (19266)
72. Фейт (19083)
73. Шаванак (19052)
74. Шаврош (19053)
75. Шампаньяк-ла-Ноай (19039)
76. Шапель-Спінасс (19046)
77. Ширак-Бельвю (19055)
78. Шомей (19051)
79. Юссель (19275)